# Бетин (Па де Кале)
Бетин (фр. Béthune) је насељено место у Француској у региону Север-Па де Кале, у департману Па де Кале.
По подацима из 2011. године у општини је живело 25.430 становника, а густина насељености је износила 1960,68 становника/km².

## Демографија
| 1962.  | 1968.  | 1975.  | 1982.  | 1990.  | 2011.  |
| ------ | ------ | ------ | ------ | ------ | ------ |
| 23.445 | 27.154 | 26.982 | 25.508 | 24.556 | 25.430 |